# Bowali
Bowali é uma vila no distrito de South 24 Parganas, no estado indiano de Bengala Ocidental.

## Demografia
Segundo o censo de 2001, Bowali tinha uma população de 10 200 habitantes. Os indivíduos do sexo masculino constituem 53% da população e os do sexo feminino 47%. Bowali tem uma taxa de literacia de 76%, superior à média nacional de 59,5%; a literacia no sexo masculino é de 83% e no sexo feminino é de 69%. 9% da população está abaixo dos 6 anos de idade.